# Psilachnum pteridigenum
Psilachnum pteridigenum är en svampart som beskrevs av Graddon 1977. Psilachnum pteridigenum ingår i släktet Psilachnum och familjen Hyaloscyphaceae.   Inga underarter finns listade i Catalogue of Life.